# 飛香台
飛香台（あすかだい）は、愛知県常滑市の地名。

## 地理

### 学区
- 高等学校 - 尾張学区
- 中学校 - 常滑市立常滑中学校[WEB 4]
- 小学校 - 常滑市立常滑東小学校[WEB 4]

## 歴史

### 人口の変遷
国勢調査による人口の推移。
| 2015年（平成27年） | 3996人 |  |  |

### 世帯数の変遷
国勢調査による世帯数の推移。
| 2015年（平成27年） | 1281世帯 |  |  |

## 交通
- 愛知県道265号碧南半田常滑線

## 施設

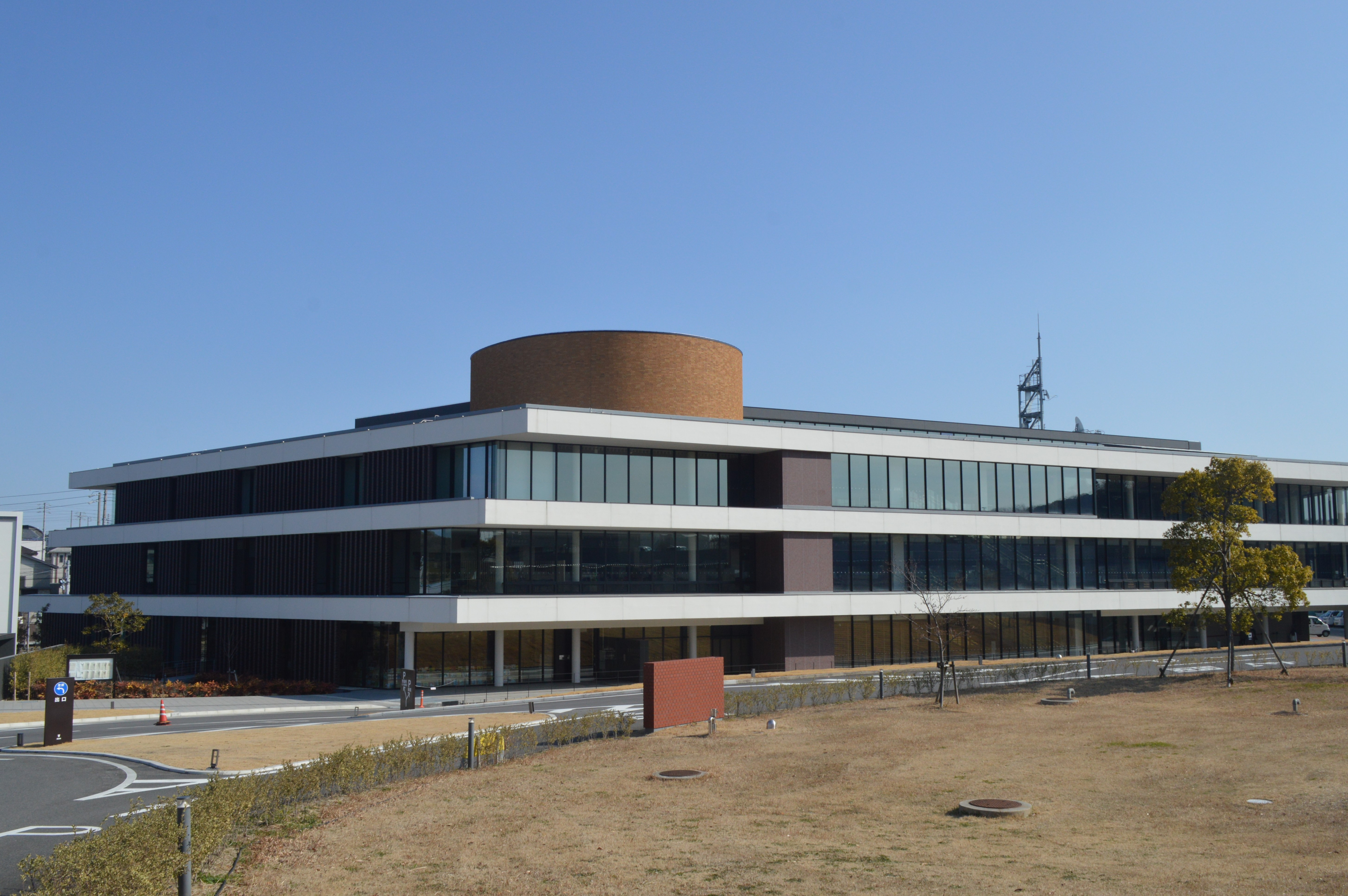
常滑市役所
- Memorytree飛香台保育園
- どんぐり公園
- やまもも公園
- 知多信用金庫あすか台支店
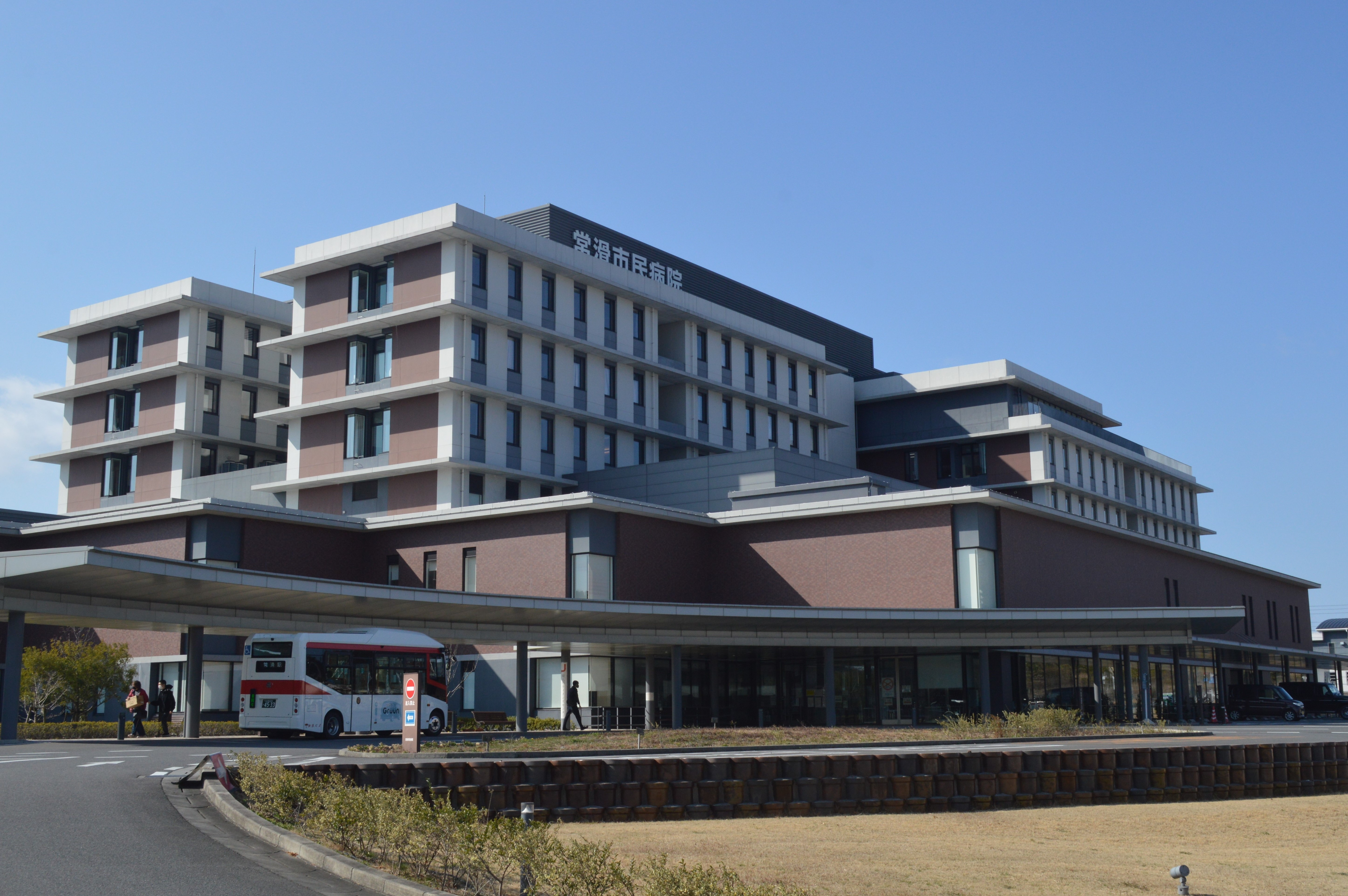
知多半島りんくう病院（旧常滑市民病院）
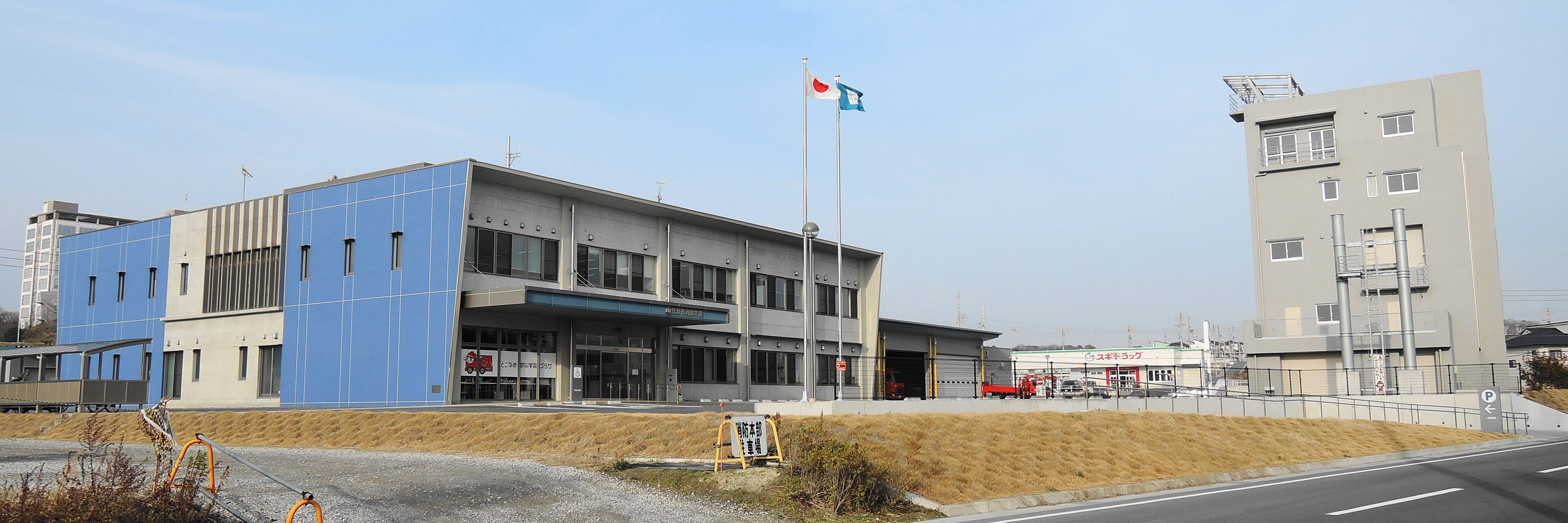
常滑市消防本部
- 御嶽神社
- 風の丘こども園
- きざくら公園
- しだれ公園
- 北条公園

- 常滑市役所
- 知多半島りんくう病院（旧常滑市民病院）
- 常滑市消防本部

### WEB
1. ↑  総務省統計局 (2017年1月27日). “平成27年国勢調査の調査結果(e-Stat) - 男女別人口及び世帯数 －町丁・字等” (CSV). 2021年7月21日閲覧。
2. ↑  “愛知県常滑市の郵便番号一覧”.   日本郵便. 2022年3月22日閲覧。
3. ↑  “市外局番の一覧” (PDF).   総務省 (2022年3月1日). 2022年3月22日閲覧。
4. 1 2  常滑市教育委員会学校教育課 (2021年1月29日). “小・中学校の通学区域について”.   常滑市. 2022年3月26日閲覧。
5. 1 2  総務省統計局 (2017年1月27日). “平成27年国勢調査の調査結果(e-Stat) - 男女別人口及び世帯数 －町丁・字等” (CSV). 2021年7月21日閲覧。